# Карагандинска област
Карагандинска област (на казахски: Қарағанды облысы; на руски: Карагандинская область) е една от 17-те области на Казахстан. Административен център на областта е град Караганда. Разстоянието от Астана до Караганда е 184 km.

## Историческа справка
Най-старият град в Карагандинска област е Каркарала, основан през 1824 г. като административен център на Каркаралински окръг, по-късно Каркаралински уезд. През 1928 г. вторично е утвърден за град. Останалите 10 града в областта са признати за такива по време на съветската власт в периода от 1934 г. (Караганда) до 1973 г. (Сатбаев).
Карагандинска област е образувана на 10 март 1932 г. с административен център град Петропавловск. На 29 юли 1936 г. 25 района в северната ѝ част са отделени и е образувана Северноказахстанска област, а областният център е преместен в новия град Караганда. На 14 октомври 1939 г. град Акмолинск и 4 района са присъединени към новообразуваната Акмолинска област. На 20 март 1973 г. от южните части на Карагандинска област е образувана Джезказганска област, която през май 1997 г. е закрита и територията ѝ отново е присъединена към Карагандинска област. През 2022 г. 2 района и 3 града от областно значение от Карагандинска област са обособени в отделна Улътауска област.

## Географска характеристика
Карагандинска област заема централната част на Казахстан. На северозапад граничи с Актобенска и Костанайска област, на север – с Акмолинска област, на североизток – с Павлодарска област, на изток – с Абайска област, на югоизток – с Жетъсуска област и Алматинска област, на юг – с Жамбълска и Туркестанска област и на югозапад – с Къзълординска област. В тези си граници заема площ от 239 045 km².
Карагандинска област е разположена в централната част на Казахстан на северозапад от езерото Балхаш. По-голямата част от територията ѝ се заема от Казахската хълмиста земя с преобладаващи височини от 300 до 1000 m. В нея се издигат остатъчни възвишения и ниски планински масиви: Каркаралинските планини (връх Аксоран 1566 m (48°25′26″ с. ш. 75°28′16″ и. д. / 48.423889° с. ш. 75.471111° и. д.. На юг Казахската хълмиста земя постепенно се понижава и преминава в глинестата пустиня Бетпак Дала (височина 300 – 400 m), а на запад – в Туранската низина с пустинята Приаралски Каракум.
Климатът е рязко континентален и крайно засушлив, с горещо и сухо лято (средна юлска температура 20,1 °C на север и 25,1 °C на юг), с пясъчни бури и суховеи и с големи денонощни амплитуди. Зимата е продължителна, студена и малоснежна, със силни ветрове и виелици (средна януарска температура от -16,7 °C на север до -13 °C на юг). Годишната сума на валежите е 260 – 280 mm (в планинските райони над 300 mm), а на юг – едва 100 – 125 mm. Продължителността на вегетационния период (минимална денонощна температура 5 °C) е около 160 денонощия на север и около 200 денонощия на юг.
Най-големите реки в областта са Саръсу и Нура (с изключение на река Ишим, в най-северната част, принадлежаща към басейна на Об) принадлежат към безотточните басейни на Балхаш и други по-малки езера. Всички те са маловодни, през лятото силно намаляват, разпадат се на отделни водни участъци, засоляват се или напълно пресъхват. За битово и промишлено водоснабдяване и селскостопански нужди са изградени множество водохранилища, най-големи от които са: Самаркандско и Шерубай-Нуринско в района на Караганда и каналът Иртиш-Караганда (495 km). В областта има множество, предимно солени езера (Карасор на север, Каракоин на юг и др.), повечето от които се запълват с вода само през пролетта. На югоизток в пределите на областта попадат северозападните и северните части на езерото Балхаш. Широко се използват обилните подземни пресни води.
Северната част на областта е заета от тревисто-пелинова степ, развита върху тъмнокестеняви и кестеняви почви, като това е основният земеделски район без да се използва напояване. По̀ на юг е развита рядка полупустинна и пустинна пелиново-солянкова растителност върху частично засолени светло кестеняви почви, а най-на юг има сиви и кафяви почви с петна от солонци и пясъци. Върху пясъчните дюни вирее тревисто-пелинова и дребнохрастова растителност. По-високите райони на Казахската хълмиста земя са заети от степи с малки островчета от дървесна растителност (бор, бреза, осика, ива), развити върху чакълести кестеняви и планински черноземни почви. Полупустините и пустините се обитават от множество гризачи (лалугер, пустинна мишка, пясъчник) и хищници (вълк, лисица). Срещат се антилопи сайга и джейран, архар, сърна, дропла и други птици. По бреговете на временните реки и езера гнездят множество прелетни водоплаващи птици, а в тръстиковите участъци – дива свиня.

## Население
Към 1 януари 2019 г. населението на Карагандинска област наброява 1 378 533 души (7,51% от населението на Казахстан). Гъстота – 3,22 души/km². Етнически състав: казахи 51,80%, руснаци 35,47%, украинци 2,91%, немци 2,32%, татари 2,23% и др.

## Административно-териториално деление
От 8 юни 2022 година областта се дели на 7 района и 6 града с областно значение.
1. Абайски район
2. Актогайски район
3. Бухар-Жирауски район
4. Каркаралински район
5. Нурински район
6. Осакаровски район
7. Шетски район
8. град Караганда
9. град Балхаш
10. град Приозьорск
11. град Саран
12. град Темиртау
13. град Шахтинск

## Стопанство

### Промишленост
Обемът на произведените стоки през месец май 2006 година възлиза на 57 422 100 000 тенге. Произведено е 866 млн. kWh електроенергия, 80 200 тона цимент, добити са 2 188 000 тона каменни въглища, 322 500 тона желязна руда, и др.

### Селско стопанство
Към 1 юни 2006 г. в областта има 509 600 говеда, 198 000 свине, 1 216 300 овце и кози, 144 800 коне, 1 812 300 птици. Селскостопанската продукция през месец май 2006 година е следната: 9500 тона месо, 36 400 тона мляко, 19 400 тона яйца.

### Пазар на труда
През април 2006 г. средната номинална работна заплата е 32 349 тенге. В края на май 2006 г. броят на безработните е 7900 души.